# 용암영당
용암영당(龍岩影堂)은 대한민국 충청남도 보령시 미산면 용수리에 있는 조선시대의 사당이다. 1984년 5월 17일 충청남도의 문화재자료 제141호로 지정되었다.

## 개요
용암영당(三思堂이라고도 함)은 조선 영조16년(1740) 보령지역에 사는 경주이씨(慶州李氏)들이 자신들의 조상인 익재 이제현을 추모하며, 제사하기 위하여 세웠다.
1800년에는 웅천의 학자이자 이제현(益齋 李濟賢)의 17대손인 이예환(李禮煥)등이 중심이 되어 이제현의 영정을 봉안하고 향사하였다.
그 후 여러 번 고쳐오다가 최근 보령댐 수몰로 인하여 현재의 위치에 이전하였고, 매년 유림과 경주이씨 후손들이 제사를 지냈다.
이 사당에 모셔진 익재 이제현은 고려 충렬왕 27년(1301) 나이 15세에 문과에 급제하고 공민왕 6년(1357) 우정승을 끝으로 벼슬을 떠날 때까지 수많은 관직을 역임하였다. 그는 충선왕 때 우리나라에 들어가 연경의 만권당에서 조맹부 등 여러 학자등과 함께 고전을 연구하여 중국에 그 이름을 떨쳤다.

## 참고 문헌
- 용암영당 - 국가유산청 국가유산포털